# 노랑턱멧새
노랑턱멧새(yellow-throated bunting, elegant bunting, 울음소리 (도움말·정보))는 멧새과에 속하며 학명은 Emberiza elegans이다. 몸길이는 약 15cm로 머리와 얼굴은 검은색, 목은 노란색, 윗가슴은 검은색, 그 아래는 흰색이다. 등은 밤색이고 암컷의 머리·얼굴·가슴은 갈색이다. 들이나 얕은 산에서 서식하며 번식기에는 암수가 함께 생활하지만 이주 시기에는 집단 생활을 한다. 여름에는 곤충의 유충과 성충을 먹으며, 겨울에는 식물의 씨를 먹는다. 암컷은 5-6개의 알을 낳으며, 알은 흰색 바탕에 흑갈색과 자줏빛이 도는 회색 반점이 있다. 우리나라·중국·러시아·일본 등지에 분포한다.